# Trichogrammatoidea fumata
Trichogrammatoidea fumata is een vliesvleugelig insect uit de familie Trichogrammatidae. De wetenschappelijke naam is voor het eerst geldig gepubliceerd in  door Nagaraja.